# Sigillaricinuleus tripares
Sigillaricinuleidae, Sigillaricinuleus
Famille
Genre
Espèce
Sigillaricinuleus tripares, unique représentant du genre Sigillaricinuleus et de la famille des Sigillaricinuleidae, est une espèce fossile de ricinules.

## Distribution
Cette espèce a été découverte dans de l'ambre de Birmanie. Elle date du Crétacé.

## Description
L'holotype mesure 1,5 mm.

## Systématique et taxinomie
Cette espèce a été décrite par Wunderlich en 2022.

## Publication originale
- Wunderlich, 2022 : « A new extinct family of the arachnid order Ricinulei in Cretaceous Burmese (Kachin) amber, with notes on the order Trigonotarbida and on sperm transfer in Arachnida. » Beiträge zur Araneologie, vol. 15, p. 185–204.